# Surikov (krater)
För andra betydelser, se Surikov.
Surikov är en nedslagskrater på planeten Merkurius. Surikov är ungefär 224 kilometer i diameter.
1979 namngavs den efter den ryske målaren Vasilij Surikov.